# Spitskopschubpoothagedis
De spitskopschubpoothagedis (Lialis burtonis) is een hagedis die behoort tot de gekko's en de familie heuppotigen (Pygopodidae). Deze soort komt voor in Australië en op Nieuw-Guinea.

## Naam en indeling
De wetenschappelijke naam van de soort werd voor het eerst voorgesteld door John Edward Gray in 1835. De soortaanduiding burtonis is een eerbetoon aan de Britse legermajoor Edward Burton (1790 – 1867).

## Uiterlijke kenmerken
De spitskopschubpoothagedis bereikt een kopromplengte tot 29 centimeter en een totale lichaamslengte inclusief staart van ongeveer 60 cm. De hagedis lijkt uiterlijk op een kleine slang. De voorpoten zijn volledig verdwenen, maar resten van de achterpoten zijn nog te zien als twee platte geschubde flappen aan weerszijden van het onderlichaam. De hagedis heeft een puntige kop met een wigvormige snuit. De tong is vrij lang en plat en wordt onder gebruikt voor het schoonlikken van de ogen.
De soort kent een grote variabiliteit in kleuren en patronen. De kleur varieert van bruin, grijs, roze en geel tot zilver. Sommige exemplaren hebben dunne, gekleurde strepen over het lichaam, dergelijke exemplaren komen voor in graslanden. Exemplaren die een uniforme kleur hebben worden aangetroffen in bossen.

## Levenswijze
De hagedis is een bodembewoner die jacht maakt op andere reptielen, met name skinken worden buitgemaakt. Daarnaast worden ook andere kleine hagedissen zoals gekko's en kleine slangen gegeten. De prooi wordt erg strak bij de borstkas gegrepen en vastgehouden totdat het niet meer kan ademen. Hierbij maakt het dier gebruik van zijn scharnierende kaken, die in elkaar kunnen haken en zo erg krachtig zijn. Nadat de prooi gestikt is, wordt deze volledig ingeslikt met de kop als eerste. De soort is zowel dag- als nachtactief, maar met name in de ochtend en aan het einde van de middag. De vrouwtjes zetten eieren af onder rotsen of boomstronken, per legsel worden één tot drie eieren geproduceerd die een stevige schaal hebben.

## Verspreiding en habitat
De spitskopschubpoothagedis komt voor in delen van Azië in Indonesië en komt daarnaast voor in delen van Australië. In Indonesië is de soort aangetroffen in Irian Jaya en op de Aru-eilanden en binnen Australië is de hagedis bekend in de staten New South Wales, Noordelijk Territorium, Queensland, Victoria, West-Australië en Zuid-Australië. De soort ontbreekt alleen in de hogere, koele delen van de Groot Australisch Scheidingsgebergte, het uiterste zuiden en Tasmanië. De habitat bestaat uit droge tropische en subtropische bossen, vochtige tropische en subtropische laaglandbossen, vochtige savannen, droge tropische en subtropische scrublands, graslanden, hete woestijnen en zandduinen in kustgebieden.

## Beschermingsstatus
Door de internationale natuurbeschermingsorganisatie IUCN is de beschermingsstatus 'veilig' toegewezen (Least Concern of LC).